# Михельсоновский
Михельсо́новский (адыг. Михельсоновск) — хутор в Гиагинском районе Республики Адыгея России. Входит в Сергиевское сельское поселение.

## География
Хутор расположен в юго-восточной части Гиагинского района, на левом берегу реки Гачучи. Находится в 6,5 км к юго-западу от центра сельского поселения села Сергиевского, в 37 км к юго-востоку от районного центра станицы Гиагинской и в 26 км к северо-востоку от города Майкопа.
Площадь хутора составляет 0,21 км2, на которые приходятся 0,14 % от площади сельского поселения.
Населённый пункт расположен на Закубанской наклонной равнине, в переходной от равнинной в предгорную зоне республики. Средние высоты на территории хутора составляют 183 метров над уровнем моря. Рельеф местности представляет собой волнистые равнины с общим уклоном с юго-запада на северо-восток, с холмисто-курганными возвышенностями. В долине реки Гачучи резко выражены колебания относительных высот. В пойме реки имеются несколько крупных водоёмов.
Климат влажный умеренный. Среднегодовая температура воздуха положительная и составляет +11,5°С. Среднемесячная температура воздуха в июле достигает +23,0°С. Среднемесячная температура января составляет 0°С. Среднегодовое количество осадков составляет 730 мм. Основная часть осадков выпадает в период с мая по июль.

## История
В 1895 году, в 5 верстах к югу от Сергиевской слободки крестьянами-общинниками было основано селение Михельсоновское.

## Население
| 2002 | 2010 | 2013 | 2014 | 2015 | 2016 | 2017 |
| ---- | ---- | ---- | ---- | ---- | ---- | ---- |
| 31   | ↘23  | ↘22  | →22  | ↘21  | ↗26  | ↘24  |
| 2018 | 2019 | 2020 | 2021 | 2023 | 2024 |      |
| →24  | ↘23  | →23  | ↗29  | ↗33  | ↗34  |      |

Плотность 161.9 чел./км2.
Национальный состав
По данным Всероссийской переписи населения 2010 года:
| Народ   | Численность, чел. | Доля от всего населения, % |
| ------- | ----------------- | -------------------------- |
| русские | 22                | 95,7 %                     |
| другие  | 1                 | 4,3 %                      |
| всего   | 23                | 100 %                      |

Мужчины — 14 чел. (60,9 %). Женщины — 9 чел. (39,1 %).

## Инфраструктура
Ближайшие объекты социальной инфраструктуры расположены в центре сельского поселения селе Сергиевском.

## Улицы
На хуторе всего одна улица: Речная.